# Ферма 1 (Малайсаринський сільський округ)
Фе́рма 1 (каз. Ферма 1) — село у складі Майського району Павлодарської області Казахстану. Входить до складу Малайсаринського сільського округу.
Населення — 126 осіб (2021; 146 у 2009, 193 у 1999, 374 у 1989).
Національний склад станом на 1989 рік:
- казахи — 100 %

У радянські часи село називалось також Ферма № 1 совхоза імені Кірова.